# Jussara (geslacht)
Jussara is een geslacht van hooiwagens uit de familie Sclerosomatidae.
De wetenschappelijke naam Jussara is voor het eerst geldig gepubliceerd door Mello-Leitão in 1935. 

## Soorten
Jussara omvat de volgende 10 soorten:
- Jussara argentatus
- Jussara ater
- Jussara dentatus
- Jussara diadematus
- Jussara lineatus
- Jussara luteovariatus
- Jussara obesa
- Jussara quadrimaculatus
- Jussara roseus
- Jussara sigillatus